# پروتوتایپ ۲
پروتوتایپ ۲ (به انگلیسی: Prototype 2) یک بازی رایانه‌ای جهان باز در سبک اکشن-ماجراجویی است که در ۲۴ آوریل ۲۰۱۲ برای کنسول‌های پلی‌استیشن ۳ و ایکس‌باکس ۳۶۰ منتشر شده است. این بازی توسط استودیوی رادیکال اینترتینمنت تولید و توسط شرکت اکتیویژن منتشر شده است. این بازی دومین قسمت از سری بازی‌های نمونه اولیه و دنباله بازی پروتوتایپ ۱ است. نسخه مایکروسافت ویندوز بازی نیز در ۲۴ ژوئیه ۲۰۱۲ در آمریکای شمالی منتشر شده است. این بازی در سال ۲۰۱۰ در Spike VGA Awards با شعار «قاتل سازنده شما» معرفی شد.از تغییرات مهم این بازی می‌توان به نوآوری یک قهرمان جدید به نام جیمز هلر (James Heller) اشاره کرد.

## روند بازی
جیمز هلر می‌تواند با استفاده از افرادی که طعمه قرار داده است، با هویتی جعلی، همانند آن‌ها تغییر شکل دهد. تغییر شکل در این نسخه تاکتیکی‌تر شده است. اگر بازیکن به یک سرباز تغییر شکل دهد، مردم نسبت به جایگاه او واکنش نشان می‌دهند. هوش مصنوعی واقع گرایانه‌تر شده است. هلر قادر خواهد بود تا از سلاح‌ها در بازی استفاده کند، از جمله درهم شکافتن مخزن توپ تانک و استفاده از آن در برابر دشمنان. هلر همچنین می‌تواند بین دشمنان بلک‌واچ (Blackwatch) دزدکی حرکت کند و به آن‌ها ویروس بلک‌لایت تزریق کند که منجر به تبدیل شدن آن‌ها به «بایوبمب» شده و به‌صورت چشمگیری منفجر می‌شوند. هلر همچنین دارای قدرت مافوق انسانی اعم از چابکی، آسیب‌ناپذیری، پرواز جهش‌یافته، قدرت بدنی خارق‌العاده، سرعت افزایش یافته، و دارای حس سونار است.

## داستان
جیمز هلر (James Heller) عضو ارتش آمریکا است که از سال ۲۰۰۹ تا ۲۰۱۰ در عراق خدمت کرده است. او پس از بازگشت به آمریکا متوجه می‌شود که خانواده‌اش بر اثر ابتلا به ویروس بلک‌لایت (Blacklight) که سویه دومش با نام ویروس مرسر (Mercer Virus) به تازگی شیوع پیدا کرده است کشته شده‌اند. پس از آن هلر برای مأموریتی به‌همراه گروهش با تانک به منطقه قرمز (Red Zone) فرستاده می‌شوند. اعضای گروه هلر در یک انفجار کشته می‌شوند اما او زنده می‌ماند. سپس هلر با الکس مرسر (Alex Mercer) قهرمان اصلی بازی پروتوتایپ ۱ روبرو می‌شود. هلر که الکس را مقصر مرگ خانواده‌اش می‌داند سعی می‌کند او را بکشد اما موفق نمی‌شود و الکس ویروس مرسر را به او منتقل می‌کند که باعث می‌شود هلر هم همانند الکس قدرت‌های فراانسانی به دست بیاورد. در ادامه…

## روند توسعه
توسعهٔ بازی خیلی زود پس از موفقیت سری اولش شروع شد و ۳ سال در دست ساخت بود. این بازی برای اولین بار در Spike 2010 VGA Awards در ماه دسامبر رونمایی شد. تمرکز آن بر آوریل ۲۰۱۱ در مراسم EMG بود. بازی در EMG و EGMI در ۲۰۱۱ به همراه اطلاعات جزئی در مورد داستان، شخصیت بازی و گیم‌پلی نمایش داده شد. گرافیک بازی به‌طور گسترده‌ای با ساختمان‌های بسیار جزئی‌تر و وسایل نقلیهٔ جهش یافته و تغییر شکل یافته و انسان‌های بسیار هوشمندتر به‌روز شد. تا حدودی از این بازی توسط دن جالی (Dan Jolley) نوشته شده است.

## موسیقی متن
| قطعه‌موسیقی‌های پروتوتایپ ۲: | قطعه‌موسیقی‌های پروتوتایپ ۲: | قطعه‌موسیقی‌های پروتوتایپ ۲: |
| شماره                      | نام                        | مدت                        |
| -------------------------- | -------------------------- | -------------------------- |
| ۱.                         | «Resurrection»             | ۳:۱۴                       |
| ۲.                         | «Project Long Shadow»      | ۲:۳۸                       |
| ۳.                         | «The Lab Rat»              | ۳:۲۵                       |
| ۴.                         | «Operation Flytrap»        | ۳:۰۹                       |
| ۵.                         | «Feeding Time»             | ۲:۵۷                       |
| ۶.                         | «Salvation»                | ۴:۵۰                       |
| ۷.                         | «Natural Selection»        | ۳:۳۴                       |
| ۸.                         | «The White Light»          | ۳:۰۷                       |
| ۹.                         | «Taking The Castle»        | ۴:۲۰                       |
| ۱۰.                        | «A Maze Of Blood»          | ۳:۰۳                       |
| ۱۱.                        | «A Stranger Among Us»      | ۴:۰۱                       |
| ۱۲.                        | «A Nest Of Vipers»         | ۲:۴۷                       |
| ۱۳.                        | «Fly In The Ointment»      | ۳:۱۲                       |
| ۱۴.                        | «Burned From Memory»       | ۳:۲۷                       |
| ۱۵.                        | «A Labor Of Love»          | ۲:۴۸                       |
| ۱۶.                        | «Murder Your Maker»        | ۵:۲۵                       |